# ثيتفورد (فيرمونت)
ثيتفورد (بالإنجليزية: Thetford, Vermont)‏ هي بلدة تقع في مقاطعة أورانج (فيرمونت) بولاية فيرمونت في الولايات المتحدة. تأسست عام 1761، تبلغ مساحتها 114.4 (كم²)، وترتفع عن سطح البحر 184 م، بلغ عدد سكانها 2617 نسمة في عام 2000 حسب إحصاء مكتب تعداد الولايات المتحدة وتصل الكثافة السكانية فيها 23.2 نسمة/كم2.

## أعلام
- هنري ولز
- تشارلز إدوارد هوفي

## وصلات خارجية
- Thetford Official Website
- The US50 - Cities and Towns in Vermont State
- Vermont Cities and Towns, Facts, Map, Flag, Colleges, Government, and More